# Bob Fenimore
College Football Hall of Fame 1972
(en) Statistiques sur pro-football-reference
Robert Dale Fenimore, né le 6 octobre 1925 à Woodward, en Oklahoma et mort le 28 juillet 2010 à Stillwater, également en Oklahoma, connu sous le nom de Blond Bomber ou Blond Blizard est un Américain, joueur professionnel de football américain, occupant le poste de halfback pour les Bears de Chicago en 1946. Au niveau football américain universitaire, il joue pour les Aggies d'Oklahoma A&M (aujourd'hui l'université d'État de l'Oklahoma) de 1943 à 1946. Membre des Aggies pour le championnat national de 1945, il est le premier jouer sélectionné dans la première équipe All-America à deux reprises de l'Oklahoma A&M et termine troisième du trophée Heisman en 1945, bien qu'il mène la nation dans la course avec 142 tentatives pour 1 048 yards.

## Jeunesse
Bob Fenimore est né à Woodward, en Oklahoma, le 6 octobre 1925. Dans sa jeunesse, il est très impliqué dans les sports. Sa maison d'enfance a une cour avant qui ressemblait à un terrain de football, ce qui éveille son intérêt précoce pour ce sport. L'intérêt de Fenimore pour l'Oklahoma A & M commence également commencé très tôt, même si son amour d'enfance et plus tard sa femme, Veta Jo, ont fréquenté l'université de l'Oklahoma.
Fenimore commence à fréquenter l'Oklahoma A & M en 1943, travaillant à l'obtention d'un diplôme en éducation.

## Carrière universitaire et professionnelle
En tant que joueur, il établit de nombreux records scolaires, dont celui de la marque d'interception de 18 en carrière, qui est toujours valable aujourd'hui à Oklahoma State. Il pesait 86 kilos et pouvait franchir les 100 yards en 9,7 secondes par rapport au record mondial à l'époque de 9,4. Il mène la nation à l'offensive totale en 1944 et à l'offensive totale et à la course en 1945 lorsqu'il termine troisième du trophée Heisman en votant derrière les Black Knights Glenn Davis et Doc Blanchard (en). Les Aggies ont un bilan de huit victoires pour une défaite en 1944 et neuf victoires pour aucune défaite en 1945 - la seule saison invaincue (sans match nul) dans l'histoire du football d'Oklahoma A&M/State,.
En raison de blessures, Fenimore joue avec modération pendant la saison 1946 et malgré le risque, les Bears de Chicago en font leur premier choix de la draft 1947 de la NFL (en). Il ne joue que la saison 1947 à Chicago, apparaissant en 10 matchs.
En 1972, Fenimore est intronisé au College Football Hall of Fame, et, en 2007, au Cotton Bowl Hall of Fame,.

## Vie privée
Après sa carrière de footballeur, Fenimore retourne en Oklahoma et travaille pour la Massachusetts Mutual Life Insurance Company à Oklahoma City. En 1953, lui et sa famille sont retournés à Stillwater et travaillent pour les services financiers de Mass Mutual jusqu'à sa retraite. Fenimore est décédé le 28 juillet 2010,.

## Statistiques NFL
| Année  | Équipe           | MJ     |     | Courses | Courses | Courses | Courses |       | Passes réceptionnées | Passes réceptionnées | Passes réceptionnées | Passes réceptionnées |
| Année  | Équipe           | MJ     | Nb. | Yards   | Moy.    | TD      | Nb.     | Yards | Moy.                 | TD                   |                      |                      |
| 1947   | Bears de Chicago | 10     | 53  | 149     | 3,6     | 1       | 15      | 216   | 14,6                 | 2                    |                      |                      |
| Totaux | Totaux           | Totaux | 53  | 149     | 3,6     | 1       | 15      | 216   | 14,6                 | 2                    |                      |                      |